# Orarion

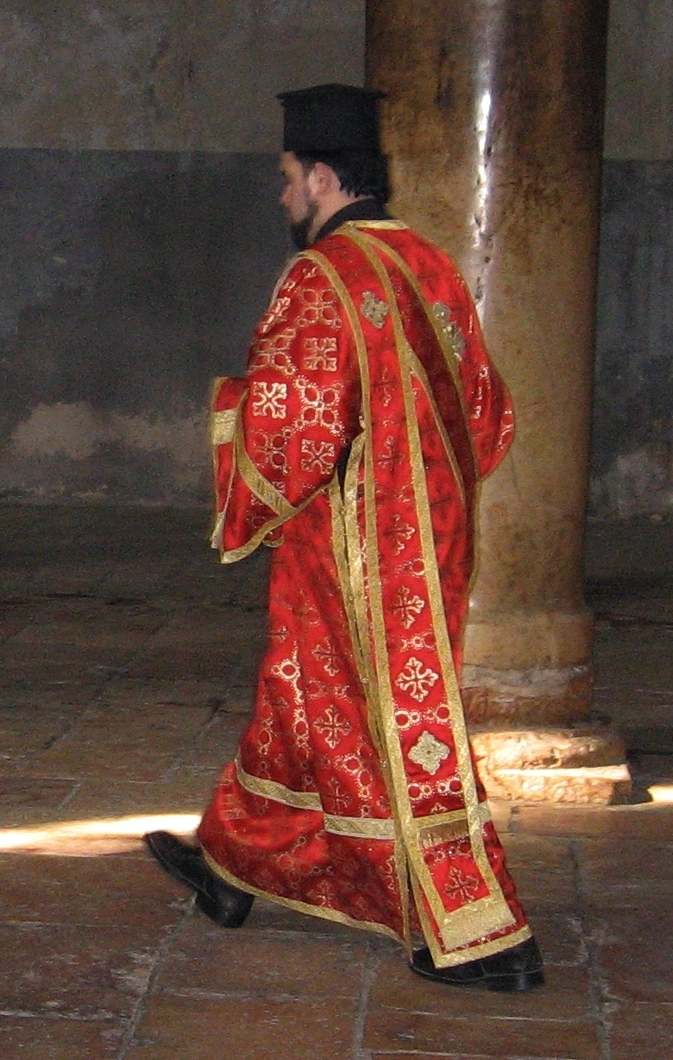
Pravoslavný jáhen v Betlémě oděný do orarionu přes sticharion.

Orarion (řecky ὀράριον) je rozlišovací oděv diákona a subdiákona v pravoslavné církvi, orientálních církvích a východních katolických církvích. 
Protodiákon užívá orarion dvojitý. 

## Charakteristika
Jedná se o úzkou štólu různé délky obvykle širokou 127 milimetrů. Bývá vyrobena z brokátu, ozdobena vyšívanými kříži (třemi, pěti nebo sedmi) po celé své délce. Orarion symbolizuje křídla andělů.
Protodiákonův dvojitý orarion má kříže doplněné nápisem Svatý.